# 郭斗
郭斗（1518年—？），字應宿，雲南雲南右衛官籍河南開封府封丘縣人，明朝政治人物。

## 生平
嘉靖二十五年（1537年）丙午科雲南鄉試第十一名舉人，三十二年（1553年）中式癸丑科會試第一百十八名，三甲第二百零四名進士。授湖廣孝感縣知縣，三十六年八月考選戶科給事中，四十三年七月升禮科右給事中，十月升兵科左給事中，四十四年二月升山西按察司副使，隆慶二年（1568年）四月升四川右參政，四年四月升貴州按察使，五年三月升浙江右布政使，六年四月升浙江左布政使，十二月調簡。
萬曆六年（1578年）八月調補貴州左布政使，八年（1580年）正月考察以年老去職。

## 家族
曾祖郭仍，百戶 武略將軍；祖父郭豫，副千戶 封武略將軍；父郭郴，正千戶。前母趙氏；母汪氏。慈侍下。弟郭科（正千戶）、郭魁（生員）。